# Sat indian
„Sat indian” (în engleză Indian Camp) este o povestire din 1924 a scriitorului american Ernest Hemingway.